# Подграб
Подграб је насељено мјесто у општини Пале, Република Српска, БиХ. Према попису становништва из 2013. године, у насељу је живјело 550 становника. Према попису становништва из 1991. у насељу је живјело 722 становника.

## Географија
Налази се на надморској висини од 740 метара. Насеље је смештено у уској долини реке Праче испод брда Граб (976 м). Налази се 14 км југоисточно од Пала и 20 км североисточно од Јахорине, на путу Пале – Горажде. Административно, као месна заједница припада општини Пале и броји око 1.000 становника. Развијена је мала привреда (трговина, угоститељство и прерада дрвета). У Подграбу се налази Основна школа "Србија" Подграб, у склопу школе налази се и Пошта Српске, док се преко пута налази велико црквено двориште и Црква Вазнесења Господњег, У близини је и зграда амбуланте као подручног одијељења Дома здравља на Палама. Зграда шумарства и велика пилана.

## Култура
У Подграбу се налази српски православни храм Вазнесења Господњег.

## Привреда
Кроз Подграб је пролазила пруга Сарајево – Ужице изграђена 1905. године. 1912. године у Подграбу је отворена велика пилана, власништво италијанске фирме „Ђузепе Фелтринели и компанија“ из Милана. У деветој деценији прошлог века изграђена је Фабрика паркета, која је сада у стечају.

## Становништво
| Демографија | Демографија | Демографија |
| Година      | Становника  | Становника  |
| ----------- | ----------- | ----------- |
| 1931.       | 1.988       |             |
| 1948.       | 1.615       |             |
| 1953.       | 1.656       |             |
| 1961.       | 1.470       |             |
| 1971.       | 1.217       |             |
| 1981.       | 1.057       |             |
| 1991.       | 1.029       |             |
| 2001.       | 996         |             |
| 2013.       | 845         |             |
| 2022.       | 576         |             |